# Космачівщина
Космачі́вщина — лісове заповідне урочище в Україні. Розташоване в межах Костопільського району Рівненської області. 
Площа 64 га. Створене рішенням Рівненського облвиконкому № 343 від 22.11.1983 року. Землекористувач: ДП «Костопільський лісгосп» (Моквинське лісництво, кв. 11, вид. 5, 6, 13, 14; кв. 18, вид. 1, 10, 15, 21). 
Заповідне урочище створене для збереження ділянки соснового лісу штучного походження з наявністю лікарських рослин.